# محمد الفكي سليمان
محمد الفكي سليمان هو عضو مجلس السيادة الانتقالي والناطق الرسمي به، ممثلاً للشق المدني في المجلس الانتقالي، بناءا على الاتفاق الذي تم ما بين المجلس العسكري وقوى الحرية والتغير، يعد أصغر عضو في مجلس السيادة "40" عاماً، وصاحب مقولة البلد دي منقه بس بتعبر.
وجاء ترشيحه للمنصب من قبل التجمع الاتحادي، وهو مجموعة فصائل وتيارات انشقّت عن الحزب الاتحادي الديمقراطي الأصل بزعامة محمد عثمان الميرغني، ويذكر أن التجمع الاتحادي هو أحد المكونات الخمسة لقوى الحرية والتغير (نداء السودان، قوى الإجماع الوطني، تجمع المهنيين السودانيين، تجمع منظمات المجتمع المدني).
فكانت قوى الحرية قد قسمت عضوية مجلس السيادة بناءاً على أقاليم السودان المختلفة، محمد الفكي أتي ممثلاً لشمال السودان، حيث تعود جزوره إلى الولاية الشمالية المهجرين في مروي.

## ميلاده
كانت صرخة ميلاد محمد الفكي سليمان في العاصمة الخرطوم 27 ديسمبر 1979م، نشأ وترعرع في مدينة أم روابة بولاية شمال كردفان ودرست المرحلة الابتدائية والثانوي في مدينة أم روابة، فهو متزوج وأب لبنت.

## الدراسة
تخرّج من جامعة الخرطوم بكالوريوس مع مرتبة الشرف في العلوم السياسية من جامعة الخرطوم 2003، وحصل على درجة الماجستير في ذات التخصص ومن ذات الجامعة، وبعد تخرّجه عمل بشركة زين للاتصالات وكاتباً في عدد من الصحف السودانية، قبل أن يهاجر عام 2014 للعمل في صحيفة “العرب” في دولة قطر.

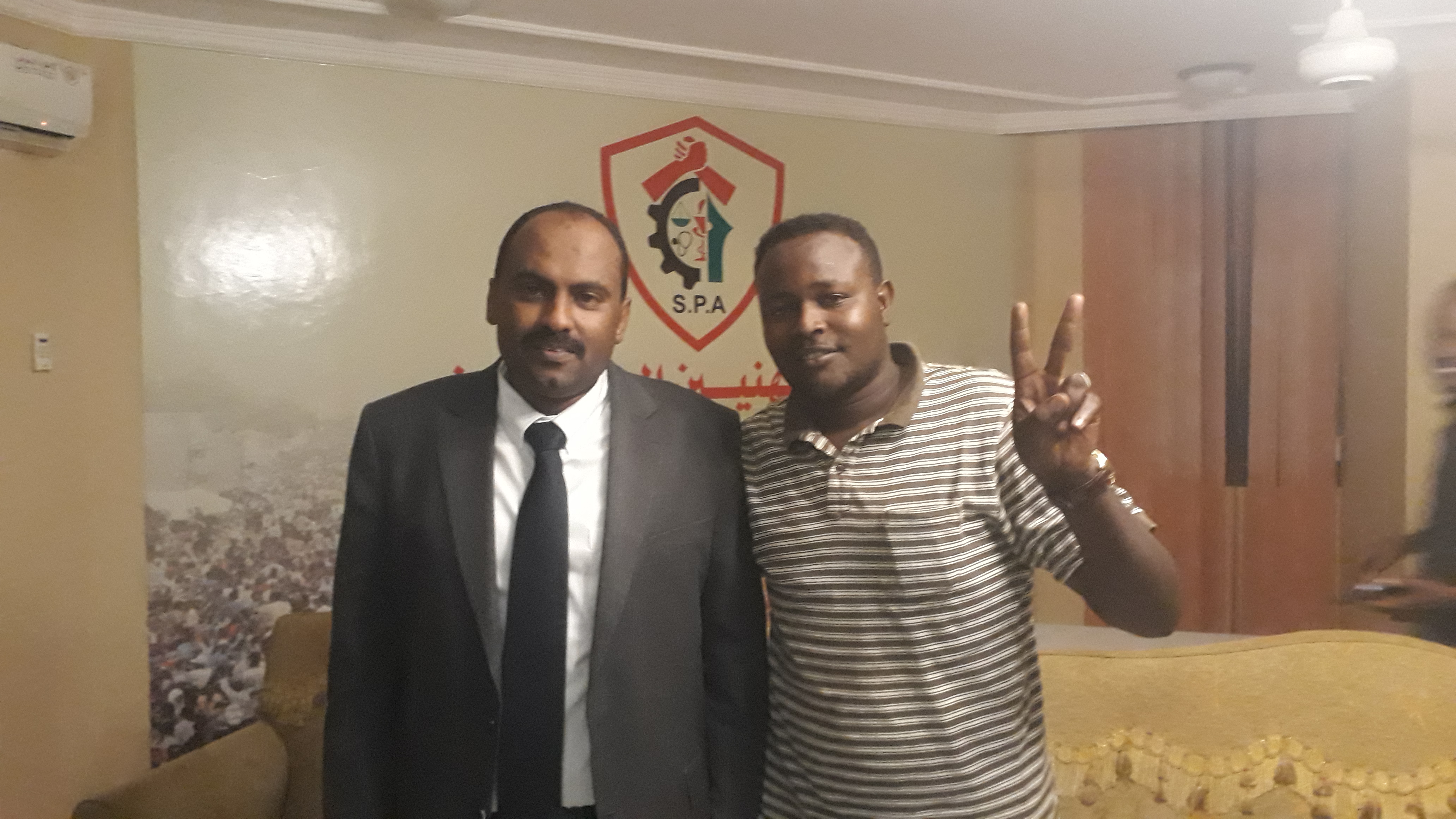

## العمل السياسي
التحق محمد الفكي برابطة الطلاب الاتحاديين جامعة الخرطوم 1998، وكان المسؤول التنظيمي لرابطة الطلاب الاتحاديين الديمقراطيين بكلية الدراسات الاقتصادية والاجتماعية و مجمع السنتر 1998.
وشغل منصب الأمين الإعلامي للرابطة عام 2000، والأمين العام للرابطة بالجامعة 2002، الأمين العام لمركزية روابط الطلاب الاتحاديين بالجامعات والمعاهد العليا 2003، ممثل التجمع الاتحادي بتنسيقية قوى إعلان الحرية والتغيير، عضو المجلس الأربعيني لاتحاد طلاب جامعة الخرطوم دورة 2002، 2003 ورئيس تحرير صحيفة كوسو الناطقة بلسان الاتحاد.

## الصحافة والثورة
أما في مجال الصحافة والإعلام قد دخل للمجال متزامناً مع بدايته في رابطة الطلاب الاتحاديين جامعة الخرطوم 1998، ونشر مقالات بصورة منتظمة عن الأوضاع السياسية، كاتب عمود يومي بصحيفة القرار السودانية 2012، 2013، صحافي بصحيفة العرب القطرية 2014 إلى 2019، وأثناء الثورة والاحتجاجات السودانية كان محمد الفكي موجود في دولة قطر يعمل في صحيفة العرب القطرية، وكان مسئولا عن الإعلام في تنسيقية إعلان الحرية والتغيير.

## قائمة المراجع
1. ↑  عوض، الخرطوم ــ عبد الحميد. "احتفاء سوداني باختيار الصحافي محمد الفكي سليمان عضواً في مجلس السيادة - تغريدات". alaraby. مؤرشف من الأصل في 2019-12-18. اطلع عليه بتاريخ 2019-12-24.
2. ↑  "محمد الفكي يؤكدإحراز تقدم بعددمن ملفات التفاوض". www.suna-sd.net. مؤرشف من الأصل في 2019-12-24. اطلع عليه بتاريخ 2019-12-24.
3. ↑  "من هو الشاب محمد الفكي سليمان أصغر أعضاء المجلس السيادي في السودان ؟". النيلين. 2 أكتوبر 2019. مؤرشف من الأصل في 2019-12-6. اطلع عليه بتاريخ 2019-12-24. {{استشهاد ويب}}: |archive-date= / |archive-url= timestamp mismatch (مساعدة)
4. ↑  "الفكى وحمدوك وفيصل الاعلام هام خلال الانتقالية". www.suna-sd.net. مؤرشف من الأصل في 2019-12-24. اطلع عليه بتاريخ 2019-12-24.